# Port lotniczy Hajma
Port lotniczy Hajma – port lotniczy położony w miejscowości Hajma w Omanie.